# Sultan-Becken
Das Sultan-Becken (arabisch بركة السلطان, DMG Birkat as-Sulṭān, hebräisch בְּרֵכַת הַסֻּלְטָן Brechat ha-Sultan, deutsch ‚Sultan-Teich‘, Plene בריכת הסולטן) ist ein antikes Wasserbecken südwestlich der Altstadt von Jerusalem. Es ist ein Rechteck, 67 Meter breit und 170 Meter lang (in Nord-Süd-Richtung). Seit 1981 befindet sich hier das Merrill Hassenfeld Amphitheater, welches für Freiluftkonzerte genutzt wird.

## Name
Flavius Josephus erwähnte das Sultan-Becken unter dem Namen Schlangenteich (altgriechisch κολυμβήθρα τῶν όφεῶν).
Die Bezeichnung Becken des Sultan geht auf den mamelukischen Sultan Barqūq (1382–99) zurück.
Später wurde jedoch bei diesem Namen eher an Suleyman den Prächtigen gedacht.
Sowohl Barqūq als auch Suleyman ließen am Teich Renovierungsarbeiten durchführen.
Die mittelalterliche Legende vermutete wegen des in der Nähe höher gelegenen Davidsturmes im Sultan-Becken den Teich der Batseba.
Im 13. Jahrhundert wurde das Sultan-Becken von Ernoul auch Lacus Germani (Lai Germain, See des Germanus) genannt.
Dieser Name bezog sich auf einen Wohltäter, der in der Zeit der Kreuzzüge mehrere Wasseranlagen für Menschen und Tiere baute.

## Geographie

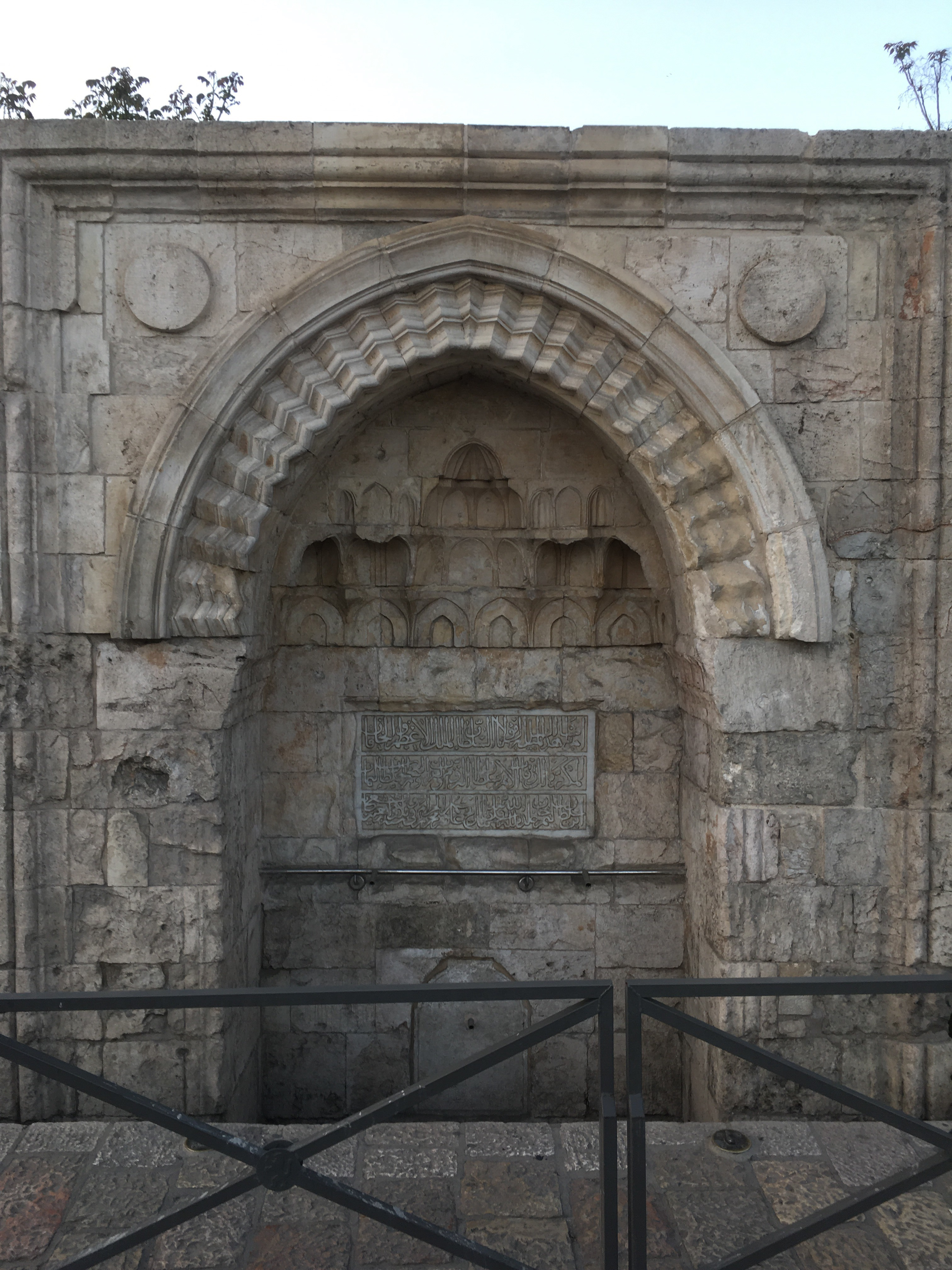
Sabil Süleymans des Prächtigen auf der Staumauer des Sultan-Beckens

Das Sultan-Becken befindet sich ungefähr 300 Meter südwestlich des Zionstores im Hinnomtal.
Im Süden wird es von einer Staumauer begrenzt, über die die Hebron-Straße führt.
Auf der Staumauer befindet sich der Sabil Birkat as-Sultan erbaut von Süleyman dem Prächtigen, 1536 (1978 restauriert).
Die Hebron-Straße wendet sich nach Norden und heißt ab der Südostecke des Sultan-Beckens Khativat-Yerushalayim-Straße.
Diese verläuft entlang der Ostseite des Beckens.

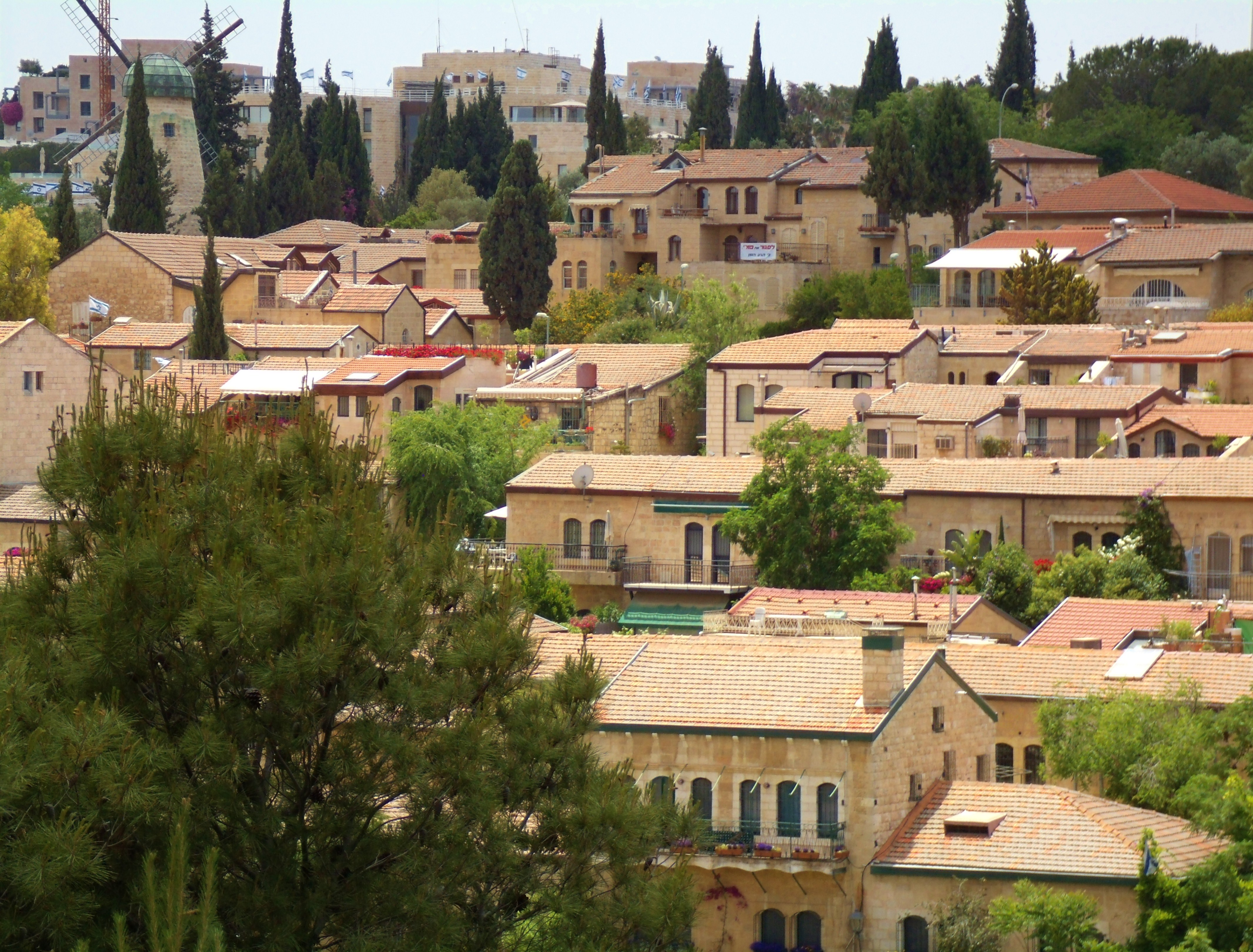
Yemin Moshe mit Montefiore-Windmühle

Auf der Westseite des Beckens liegt das von Moses Montefiore gegründete Wohnviertel Yemin Moshe.
Direkt auf dem Westrand des Beckens verläuft die Sh.-A.-Nakhon-Straße, die in die Dror-Eliel-Straße übergeht.
Diese begrenzt das Becken nach Nordwesten.
Im Norden des Sultan-Beckens befindet sich die James-Felt-Gasse, die zwei Zeilen mit Werkstätten und Geschäften von Kunsthandwerkern enthält.
Vom nordwestlich gelegenen Mamilla-Becken fällt das Bodenniveau stetig zum Sultan-Becken ab, so dass das Sultan-Becken in der Regenzeit dem Mamilla-Becken als Überlauf diente.
Zurzeit (2020) ist das Sultan-Becken, außer nach starken Regenfällen im Winter, immer trocken.

## Geschichte
In römisch-herodianischer Zeit verlief ein Aquädukt von den Teichen Salomos am Westabhang des Hinnomtales entlang.
Es überquerte das Hinnomtal auf einer Bogenbrücke, umrundete den Südwesthügel der Altstadt und erreichte den Tempelplatz.
Teile dieses Aquäduktes sind erhalten, unter anderem auf der Westseite des Beckens und in den südlichen Mauerschalen der Staumauer.
Arculf erwähnte im Jahr 680 eine steinerne, von Bögen gestützte Brücke, die unterhalb des Zion hoch über das Tal geradewegs nach Süden führt.
Die eigentlichen Wasserbecken sind archäologisch erst für eine spätere Zeit belegt.
Zunächst bestand wohl ein kleineres Wasserbecken, das von dem oben erwähnten Germanus im 13. Jahrhundert erweitert wurde.
Marino Sanudo der Ältere zeichnete 1310 diese Anlage.
1398 bis 1399 wurde sie von Sultan Barquq restauriert.
Suleyman der Prächtige erneuerte sie 1536.
Er befestigte den Damm und errichtete auf ihm den bis heute (2020) erhaltenen Brunnen (Sabil Birkat as-Sultan).
Giovanni Zuallardo beschrieb das Sultan-Becken 1585 als auf vier Seiten ummauertes Speicherbecken am Weg nach Bethlehem.
In den folgenden Jahrhunderten versiegte das Wasser immer mehr und nur im unteren Teil sammelte sich bei starken Regenfällen geringere Mengen des Niederschlagswassers.
Folglich wurde das Becken im Sommer als Dreschtenne und als wöchentlicher Viehmarkt genutzt.
Ab 1967 wurde dann der untere Teil als Konzertgelände genutzt.
Im oberen nördlichen Teil führen Spazierwege durch eine parkähnliche Landschaft.
Die ursprünglichen Treppenstufen, die in das Becken hinabführten, sind teilweise als Sitzgelegenheiten zurecht gemacht.